# Браян Грін
Бра́ян Ре́ндолф Грін (англ. Brian Randolph Greene; нар. 9 лютого 1963 Нью-Йорк, США) — американський фізик-теоретик, фахівець з теорії струн.

## Біографія
Браян Грін змалку продемонстрував високі математичні здібності, притому так, що в цьому відношенні його можна було назвати вундеркіндом: у віці 12 років він почав відвідувати приватні уроки професора Колумбійського університету, позаяк до дого часу він вже засвоїв шкільну програму. Після закінчення Стайвесантської школи (англ. Stuyvesant High School) в 1980 році Браян Грін вступив на фізичний факультет Гарвардського університету, де отримав ступін бакалавра. Отримавши стипендію Родса, продовжив навчання в Оксфордському університеті, в якому отримав ступінь доктора.
З 1990 року працював на фізичному факультеті університету Корнвела, де став професором в 1995 році. У 1996 році Ґрін перейшов в Колумбійський університет, де працює донині.
Професор Грін часто читає лекції поза університетськими аудиторіями, як на популярному, так і на спеціальному рівнях, з якими виступив у більше ніж 25 країнах. Один з його останніх проектів — організація щорічного Всесвітнього фестивалю науки (англ. World Science Festival), який відбувається в Нью-Йорку з 2008 року.
Браян Грін є веганом.

## Наукова робота
Браян Грін займався дослідженнями дзеркальної симетрії, яка пов'язує два різних простори Калабі-Яу. Разом з Девідом Моррісоном та Полом Аспінволом у 1993 році він довів, що флоп-перебудови (англ. flop-transition, топологічна процедура) з розривами є частиною теорії струн. Він також розвинув ідею електрона-чорної діри. Зараз Браян Грін вивчає струнну космологію, зокрема, «відбитки» транспланківської фізики в реліктовому випромінюванні, а також бранну космологію.

## Виступи
Відомим є виступ Браяна Ґріна на конференції TED2012 (з українським перекладом Ігора Коробка). 
|  | У самому серці сучасної космології знаходиться таємниця: чому наш всесвіт так чудово налагоджений, щоб створювати умови, необхідні для життя? У цьому турі найвизначнішими науковими відкриттями сьогодення Браян Ґрін показує, як приголомшлива ідея мультивсесвіту може дати відповідь на цю загадку. |